# 森海庵
森 海庵（もり かいあん、天明5年（1785年） - 文政10年（1827年））は、江戸時代後期の儒学者、医者、水戸藩士。水府森家5代。森庸軒の父。字は誠卿。庸軒と号す。

## 業績
立原翠軒と藤田幽谷の師弟決裂による史館動揺の後、文化11年（1814年）より水戸藩主の侍医侍講を勤め、藩校儼塾において、尚謙の宥和的な水戸学を広く説いた。その尊皇敬幕論は、会沢正志斎や藤田東湖を通じ、吉田松陰や坂本龍馬、西郷隆盛、勝海舟など、幕末の公武合体派を準備することになった。

## 著作
- 「和拾得詩」